# Jüdische Gemeinde Nová Bystřice

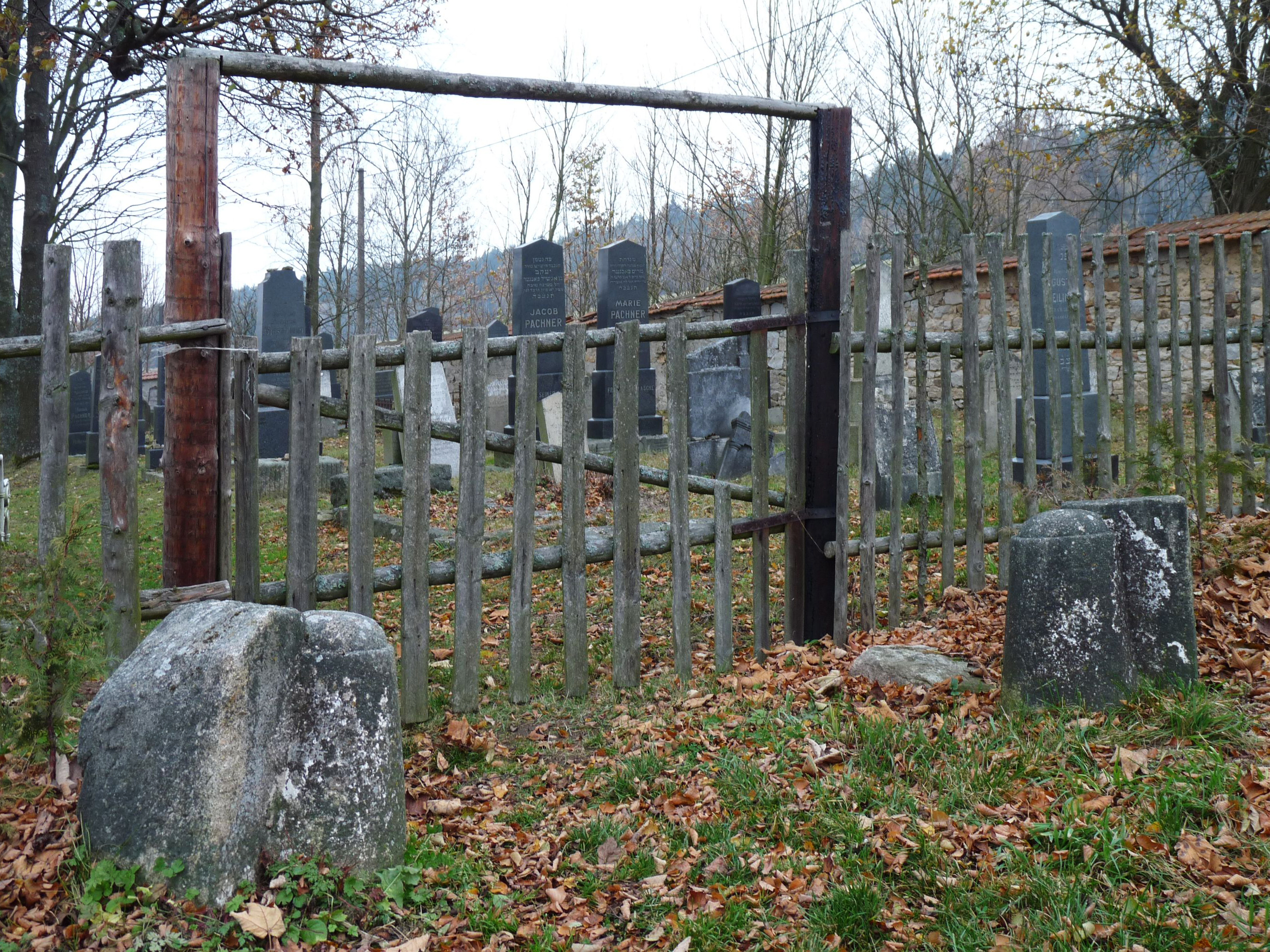
Jüdischer Friedhof in Nová Bystřice

Die Jüdische Gemeinde in Nová Bystřice (deutsch Neubistritz), einer tschechischen Stadt im Okres Jindřichův Hradec der Südböhmischen Region, bestand seit dem Ende des 19. Jahrhunderts.
Ein jüdischer Friedhof und eine Synagoge waren um 1875 angelegt bzw. gebaut worden. Diese Einrichtungen bestanden bereits vor der offiziellen Konstituierung der Kultusgemeinde.